# 1947 aux Territoires du Nord-Ouest
Chronologie des Territoires du Nord-Ouest
- 1943
- 1944
- 1945
- 1946
- 1947
- 1948
- 1949
- 1950
- 1951

Cette page concerne des événements d'actualité qui se sont produits durant l'année 1947 dans le territoire canadien des Territoires du Nord-Ouest.

## Politique
- Premier ministre : Hugh Llewellyn Keenleyside (Commissaire en gouvernement)
- Commissaire :
- Législature :

## Événements
- Début de l'édification de la Cambridge Bay LORAN Tower à Cambridge Bay, tour métallique de 189 mètres de hauteur[1].